# صموئيل لوفيت والدو
صموئيل لوفيت والدو (بالإنجليزية: Samuel Lovett Waldo)‏ هو رسام أمريكي، ولد في 6 أبريل 1783 في Windham, Connecticut ‏ في الولايات المتحدة، وتوفي في 16 فبراير 1861 في نيويورك في الولايات المتحدة.

## معرض صور

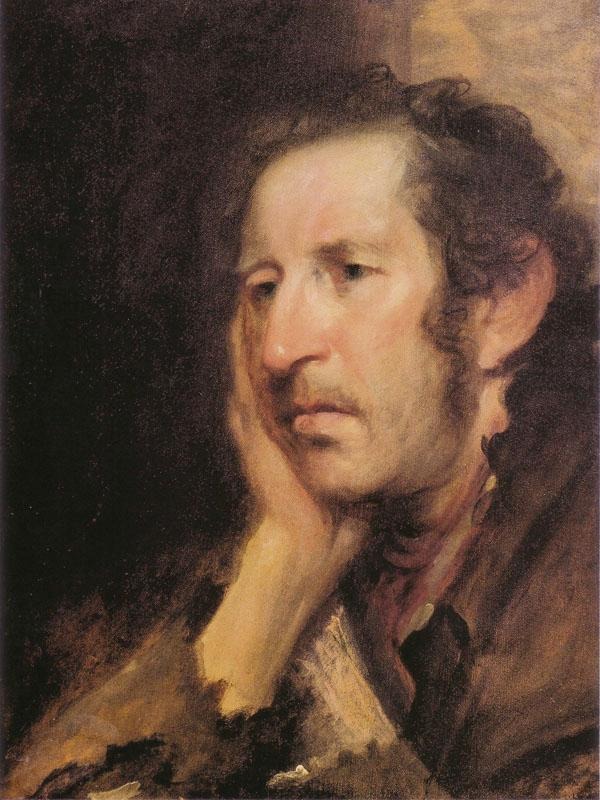
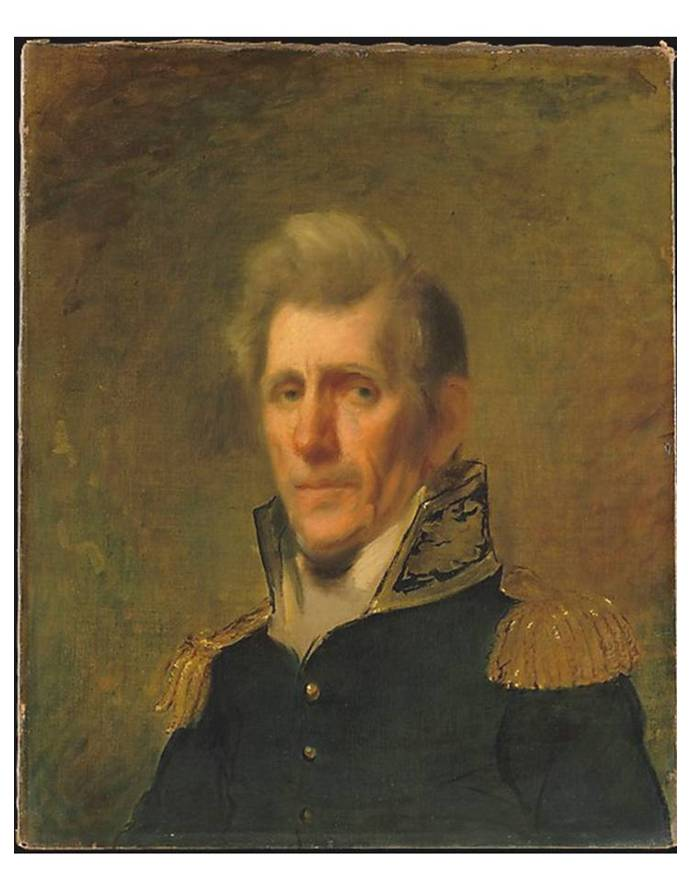
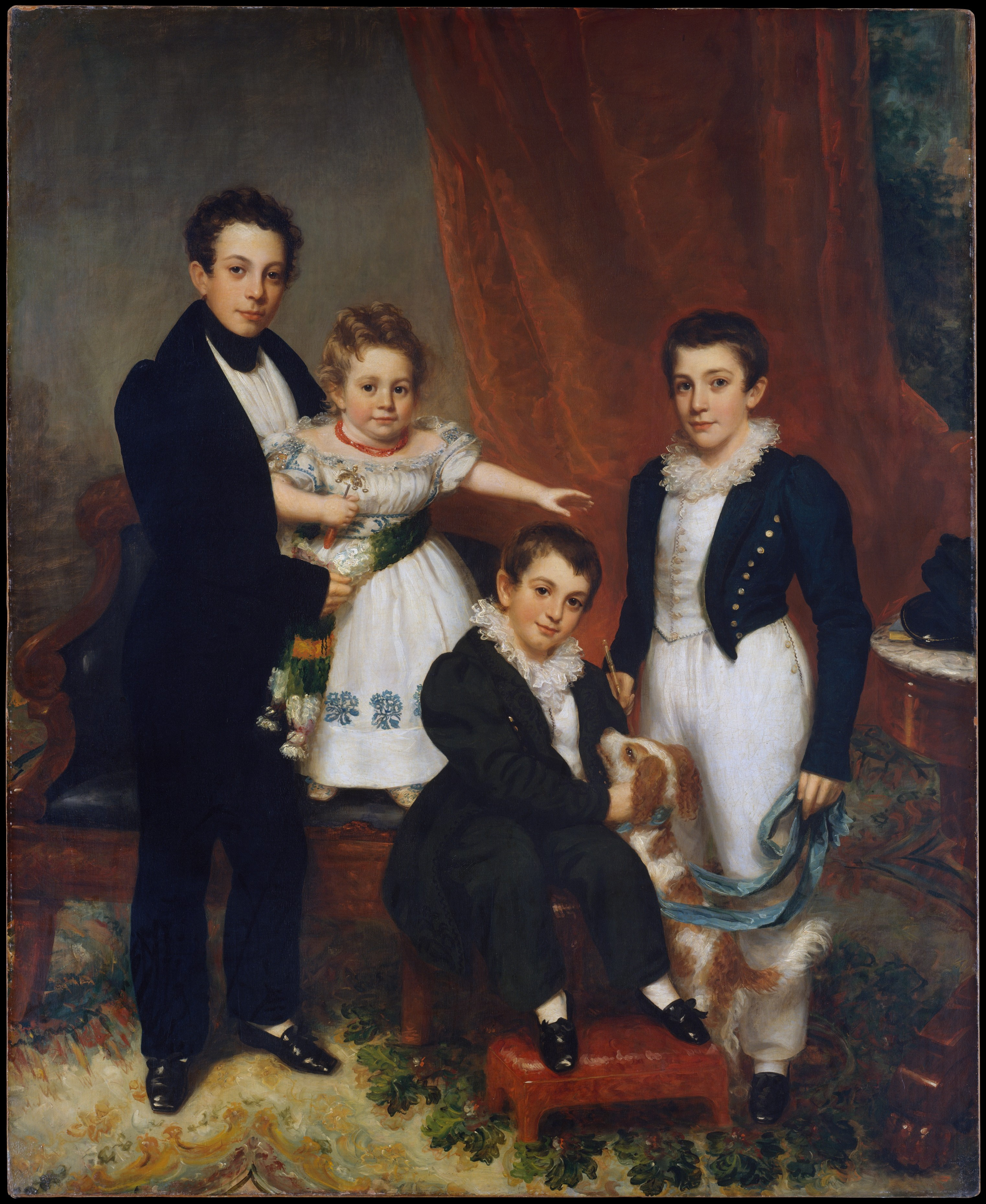
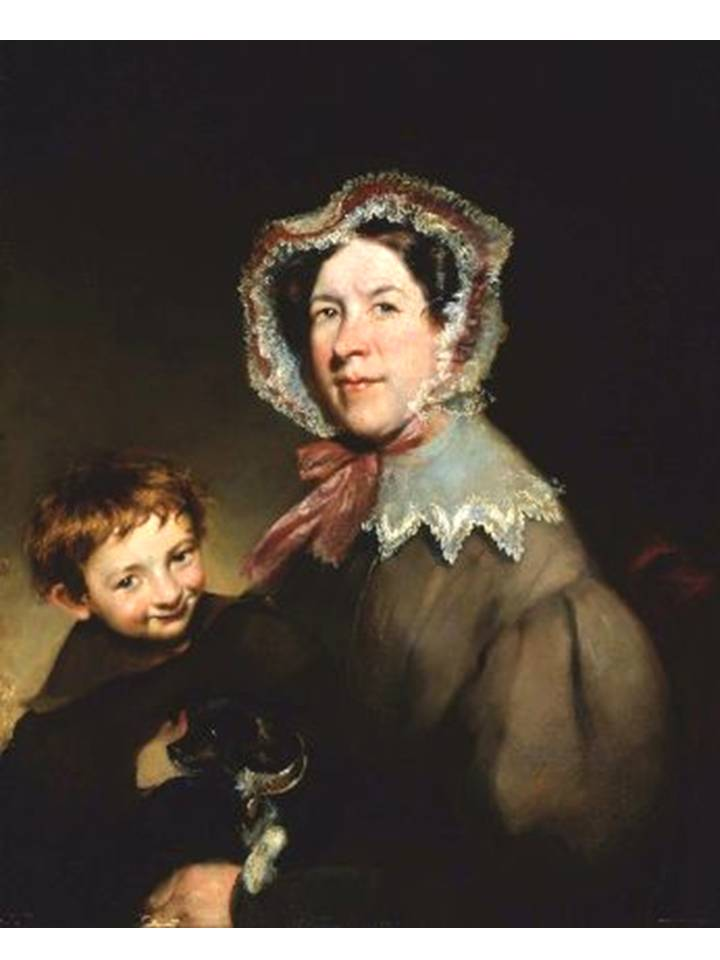